# マックス・ノルダウ

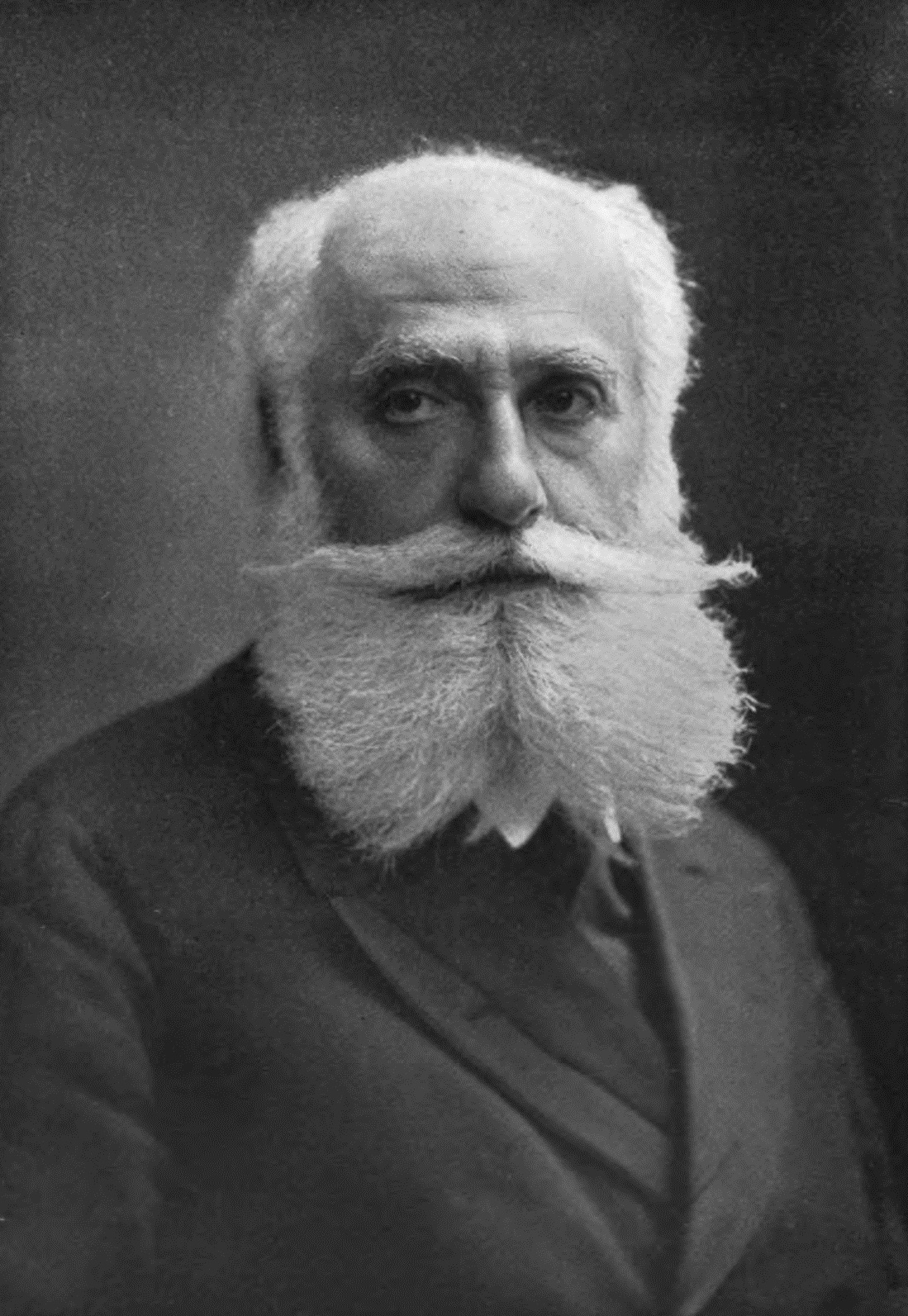
マックス・ノルダウ

マックス・ジーモン・ノルダウ（Max Simon Nordau、1849年7月29日 - 1923年1月23日）はハンガリー出身のシオニズム指導者、医師、小説家、哲学者、社会評論家。
本名ジーモン・マクシミリアン・ズュートフェルト（Simon Maximilian Südfeld）、ハンガリー名シュドフェルド・シモン・ミクシャ（Südfeld Simon Miksa）。
テオドール・ヘルツルたちと共に、世界シオニスト機構を創設。この他、複数のシオニスト会議で議長や副議長を務めた。

## 経歴
当時オーストリア帝国の一部だったペストにて、貧しいユダヤ人の家庭に生まれる。父ガブリエル・ズュートフェルトはプロイセンでラビをしていたが、ブダペストで塾講師を営む傍ら、ヘブライ語で詩を書いていた。家庭の信仰は敬虔な正統派ユダヤ教であり、ジーモンはユダヤ人小学校からカトリックの中学校を経て医学部を卒業した。学業の傍ら、1863年から文学活動を開始し、同年に詩や随筆や小説を出版している。
ブダペストの小新聞社で記者生活を送った後、1873年にベルリンへ移住し、ノルダウと改名した。まもなく『新自由新聞』（Die Neue Freie Presse）の通信員としてパリに移り、それ以後は生涯の大半をパリで過ごした。
本来ノルダウは同化ユダヤ人の典型であり、プロテスタント女性と結婚し、ドイツ文化に親しみを感じ、「15歳になった時、私はユダヤ的な生活態度とトーラーの研究を放棄した。…以来、ユダヤ教は単なる思い出となり、私は自らをドイツ人以外の何者でもないと感じるようになった」と記したこともあるが、1894年のドレフュス事件を機にシオニストとなる。
社会評論家としては『文明人の因襲的な嘘』（Die Konventionellen Lügen der Kulturmenschheit; 1883年）や『頽廃論』（Die Entartung; 1892－1893年）、『逆説』（Paradoxe; 1896年）などの著書を世に問い、議論を呼んだ。当時話題となった著作の大半は時の検閲に耐えないが、『頽廃論』一作は今なお世人の記憶に残り、しばしば引用されている。ノルダウは『頽廃論』において反ユダヤ主義をデカダンスの一形態として非難したが、皮肉なことに、彼の頽廃芸術批判論は後年、ナチによってユダヤ人芸術家たちへの迫害の口実として利用された。

## 日本語訳
- 『パラドツクス』剣菱 (正宗忠夫) 訳 読売新聞社 1906
- 『現代文明之批判』桐生政次訳 隆文館 1907（Die Konventionellen Lügen der Kulturmenschheitの翻訳）https://dl.ndl.go.jp/info:ndljp/pid/798455
- 『現代の堕落』中島茂一訳 大日本文明協会 1914（Die Entartungの抄訳）https://dl.ndl.go.jp/info:ndljp/pid/949672